# جون لودفيغ لوند
جون لودفيغ لوند (بالدنماركية: J.L. Lund)‏ هو رسام دنماركي، ولد في 16 أكتوبر 1777 في كيل في ألمانيا، وتوفي في 3 مارس 1867 في كوبنهاغن في الدنمارك.